# Nana Patekar
Nana Patekar, född 1 januari 1951 i Murud-Janjira, Maharashtra, Indien, är en indisk skådespelare.

## Filmografi
- 1990 - Immigranterna